# Carlos Santana
Carlos Humberto Santana Barragán, mais conhecido como Santana ou Carlos Santana  (Autlán de Navarro, 20 de julho de 1947), é um músico e compositor mexicano-estadunidense. Tornou-se famoso na década de 1960 com a banda Santana Blues Band, conhecida posteriormente apenas como Santana - mais precisamente com a sua atuação no Festival de Woodstock em 1969, onde ganhou projeção mundial.

## Biografia
O pai de Carlos Santana era um violinista de mariachi, e o jovem Carlos inicialmente aprendeu o violino, porém mudou para a guitarra quando tinha 8 anos de idade. Depois que a família mudou-se para Tijuana, Santana começou a tocar em casas noturnas e bares. Ficou em Tijuana quando sua família decidiu mudar para São Francisco, nos Estados Unidos, porém logo se juntou a eles. Em 1966, ajudou a formar a Santana Blues Band, nome posteriormente encurtado para Santana. A banda começou a tocar no Fillmore West Auditorium, onde muitas das grandes bandas de São Francisco começaram. A primeira gravação de Santana foi The Live Adventures of Mike Bloomfield and Al Kooper, com Al Kooper e Mike Bloomfield.
Depois de assinar com a Columbia Records, Santana lançou um álbum auto-intitulado Santana. O grupo consistia, na época em: Carlos Santana (guitarra), Gregg Rolie (teclado e vocais), David Brown (baixo), Belen Garay (bateria), Jose Areas e Michael Carabello (percussão). Na turnê que fizeram para divulgar o álbum (que incluía os sucessos "Jingo" e "Evil Ways"), a banda tocou no Festival de Woodstock. A apresentação aumentou enormemente a popularidade do Santana. Santana se tornou um grande sucesso, tal como o álbum Abraxas, de 1970 (destacando a música "Oye Como Va") e Santana III, de 1971. Em seguida, a formação original do Santana se desfez. Gregg Rolie se tornou um dos fundadores da banda
Journey.
Carlos Santana manteve o nome e utilizou diversos músicos diferentes para continuar a turnê pelo país, lançando vários álbuns. Durante este período, Carlos adotou o nome "Devadip", dado a ele pelo líder espiritual Sri Chinmoy. Vários álbuns foram lançados nas décadas de 1970 e 1980, incluindo colaborações com Willie Nelson, Herbie Hancock, Jones, Wayne Shorter, Ron Carter e The Fabulous Thunderbirds. Em 1991, Santana apareceu como convidado no álbum "Solo Para Ti", de Ottmar Liebert, nas músicas Reaching Out 2 U e numa versão de sua música Samba Pa Ti. Carlos Santana foi incluído no Hall da Fama do Rock em 1998.
Carlos Santana lançou em 1999 o álbum Supernatural, que teve as participações de Rob Thomas, Eric Clapton e Lauryn Hill, ganhando prêmios Grammy em nove categorias, no ano seguinte, igualando um record histórico que somente Michael Jackson detinha.
Santana costuma usar guitarras PRS de modelo próprio (Signature). Foi aclamado pela revista Rolling Stone como o 20º melhor guitarrista de todos os tempos.

## Parceria
Além de ser considerado como um dos maiores guitarristas de todos os tempos, desde o álbum Supernatural que as suas parcerias são aclamadas no mundo artístico, sendo que os seus álbuns mais recentes são os melhores exemplos.
Entre os artistas convidados por Santana destacam-se: Steven Tyler, Maná, Kirk Hammet, Rob Thomas, Michelle Branch, Eric Clapton, Dido, The Wreckers, Joss Stone, Seal, Will.I.Am, Mary J. Blige, Sean Paul, Alex Band, Shakira, Chad Kroeger, Wyclef Jean, Tina Turner, Jennifer Lopez, Michael Jackson, P.O.D., Samuel Rosa entre outros.
Santana também teve participação em um álbum do percussionista africano Olatunji Babatunde.
Desde o início deste tipo de parcerias, Carlos Santana já recebeu 10 prêmios Grammy.

## Santana no Brasil
Santana esteve no Brasil por seis vezes, 1971, 1973, 1991, 1996͵ 2006 e em 2014, no show de encerramento da Copa do mundo no Brasil.

## Rock in Rio
Em 19 de janeiro de 1991, Santana se apresentou no Rock in Rio II, precedido por Vid & Sangue Azul, Supla, Engenheiros do Hawaii, Billy Idol e Djavan antecedendo INXS, que fechou a noite.
Em 24 de janeiro de 1991, Santana se apresentou por mais uma noite no Rock in Rio II, precedido por Serguei, Alceu Valença, Laura Finocchiaro e antecedendo Prince, que fechou a noite.
Em 3 de junho de 2006, Santana actuou no Rock in Rio em Lisboa, precedido por Jota Quest, Rui Veloso e antecedendo Roger Waters, que fechou a noite.

## Discografia

### Álbuns com a banda Santana
- Santana (1969) EUA: 2x Multi-Platina[3]
- Abraxas (1970) EUA: 5x Multi-Platina[3]
- Santana III, (1971) EUA: 2x Multi-Platina[3]
- Caravanserai (1972) EUA: Platina[3]
- Welcome (1973) EUA: Ouro[3]
- Lotus (ao vivo) (1974)
- Borboletta (1974) EUA: Ouro[3]
- Amigos (1976) EUA: Ouro[3]
- Festival (1977) EUA: Ouro[3]
- Moonflower (1977) EUA: 2x Multi-Platina[3]
- Inner Secrets (1978) EUA: Ouro[3]
- Marathon (1979) EUA: Ouro[3]
- Zebop! (1981) EUA: Platina[3]
- Shango (1982)
- Beyond Appearances (1985)
- Freedom (1987)
- Spirits Dancing in the Flesh (1990)
- Milagro (1992)
- Sacred Fire: Live in South America (1993)
- Santana Live at the Fillmore (1997)
- Supernatural (1999) EUA: 15x Multi-Platina[3]
- Shaman (2002) EUA: 2x Multi-Platina[3]
- All That I Am (2005) EUA: Ouro[3]
- Guitar Heaven: The Greatest Guitar Classics of All Time (2010)
- Shape Shifter (2012)
- Corazón (2014)
- Santana IV (2016)

### Álbuns solo ou em colaboração com outros músicos
- Carlos Santana & Buddy Miles! Live! (1972; com Buddy Miles) EUA: Platina[4]
- Love Devotion Surrender (1973; com John McLaughlin) EUA: Ouro[4]
- Illuminations (1974; com Alice Coltrane)
- Oneness: Silver Dreams, Golden Reality (1979)
- The Swing of Delight (1980)
- Electric Guitarrist (com John McLaughlin)
- Havana Moon (1983; com Booker T. & the M.G.'s, Willie Nelson e The Fabulous Thunderbirds)
- Blues for Salvador (1987)
- Santana Brothers (1994; C.S. with Jorge Santana & Carlos Hernandez)
- Carlos Santana and Wayne Shorter - Live at the Montreux Jazz Festival 1988 (2007)

### Coletâneas oficiais
- Santana Greatest Hits (1974)
- Viva Santana! (1988)
- Definitive Collection (1992)
- Dance of the Rainbow Serpent (Box Set, 3-CD) (1995)
- The Very Best of Santana (1996)
- The Ultimate Collection (3-CD) (1997)
- The Best of Santana (1998)
- Best Instrumentals (1998)
- Best Instrumentals Vol. 2 (1999)
- The Best of Santana Vol. 2 (2000)
- The Essential Santana (2-CD) 2002)
- Ceremony: Remixes & Rarities (2003)
- Love Songs (2003)
- Hit Collection (2007)
- Ultimate Santana (2007)
- The Very Best of Santana (Live in 1968) (2007)

### Lançamentos não-oficiais
- Samba Pa Ti (1988)
- Persuasion (1989)
- Latin Tropical (1990)
- Santana (1990)
- The Big Jams (1991)
- Soul Sacrifice (1994)
- Santana Jam (1994)
- With a Little Help from My Friends (1994)
- Jin-Go-Lo-Ba (1995)
- Santana Live (2004)
- Jingo and more famous tracks (????)

### Singles
- 1969: "Jingo"
- 1970: "Evil Ways"
- 1971: "Black Magic Woman"
- 1971: "Everybody's Everything"
- 1971: "Oye Como Va"
- 1972: "No One to Depend On"
- 1974: "Samba Pa Ti"
- 1976: "Let It Shine"
- 1977: "She's Not There"
- 1978: "Well All Right"
- 1979: "One Chain (Don't Make No Prison)"
- 1979: "Stormy"
- 1980: "You Know That I Love You"
- 1981: "Winning"
- 1981: "The Sensitive Kind"
- 1982: "Hold On"
- 1982: "Nowhere to Run"
- 1985: "Say It Again"
- 1993: "America" (comP.O.D.)
- 1999: "Smooth" (com Rob Thomas)
- 1999: "Maria Maria" (com The Product G&B)
- 2000: "Corazon Espinado" (com Maná)
- 2002: "The Game of Love" (com Michelle Branch)
- 2003: "Nothing at All" (com Musiq Soulchild)
- 2003: "Feels Like Fire" (com Dido)
- 2004: "Why Don't You & I" (com Alex Band)
- 2005: "I'm Feeling You" (com Michelle Branch)
- 2005: "Just Feel Better" (com Steven Tyler)
- 2006: "Cry Baby Cry" (com Sean Paul e Joss Stone)
- 2006: "Illegal" (Shakira e Carlos Santana)
- 2007: "No Llores" (Gloria Estefan e Carlos Santana, Jose Feliciano e Sheila E.)
- 2007: "Into the Night" (com Chad Kroeger)
- 2008: "This Boy's Fire" (com Jennifer Lopez e Baby Bash)
- 2008: "Fuego en el Fuego" (Eros Ramazzotti e Carlos Santana)
- 2013: "Saideira" (com Samuel Rosa da banda Skank) - posição 47 na Billboard Brasil[5]

### Vídeos
- Carlos Santana—Influences (vídeo)
- Sacred Fire. Live in Mexico. (vídeo & DVD)
- Supernatural (vídeo & DVD)
- Viva Santana (DVD)
- Santana Live By Request (DVD)
- Santana Hymns for Peace (DVD-Duplo)